# ヒロシゲ (クレーター)
ヒロシゲ (Hiroshige) は、水星のクレーターであり、南緯13.32度、西経26.91度に位置する。直径は138.42キロメートルであり、日本の浮世絵師、歌川広重にちなんで命名された。
ヒロシゲの西側には同規模のムラサキ・クレーターが隣接している。